# Алиев, Айдын Аллахверди оглы
Алиев Айдын Аллахверди оглы (род. 14 марта 1955, Араздаян, Вединский район) — азербайджанский актёр. Заслуженный артист Азербайджана (2002).

## Биография
Алиев Айдын Аллахверди оглу родился 14 марта 1955 года. Учился в Ордубадской городской 8-летней школе-интернате имени М. Физули. Окончил Ереванский техникум сельского хозяйства.
Ещё учась в техникуме, выступал в Ереванском государственном драматическом театре имени Дж. Джаббарлы, в музыкальной комедии Ш.Алескерова «Звезда» — Репортер, в постановке М. Ф. Ахундзаде «Приключения везиря Ленкоранского ханства» — Теймур Ага, в спектакле по мотивам Спектакль Дж. Джаббарлы «Айдын» в роли Айдына и Сурхай.
В 1975—1982 годах работал в Ереванском театре, в 1982—1986 годах в Шекинском государственном драматическом театре, в 1986—1992 годах в Нахичеванском государственном музыкально-драматическом театре, и за эти годы создал различные роли в десятках спектаклей.
С 1993 года является искусным исполнителем различных запоминающихся ролей в репертуаре Бакинского муниципального театра. Он создал более 20 персонажей в кино.

## Награды
- Заслуженный артист Азербайджанской Республики (2002)
- Медаль «Прогресс» (25 июня 2013 г.)

## Роли на театральной сцене

### Ереванский государственный драматический театр
- Ш. Алескеров «Улдуз» — корреспондент
- М. Ф. Ахундзаде «Министр приключений Ханы Ленкорань» — Теймур Ага
- Ч. Джаббарлы «Айдын» — Айдын и Сурхай

### Бакинский Муниципальный Театр
- О. Алтунбай «Томрис» — Одтекин
- «Медея» Ю. Ану — Царь Крайон
- Р. Ичеришехарлы «Стране нужны храбрецы» — Рубен
- Ч. Мамедгулузаде «Мертвый» — Мирбагир-ага
- Ч. Джаббарлы «Возвращение» — Гудрат Арслан
- Н. Нариманов «Надир Шах» — Мирза Мехдихан
- М. Мамедов «Безумный Домрул» — Азраил
- С. Рашиди «Мой Ардебиль» — Хашим Ага
- М. Ф. Ахундов «Месье Джордан Дарвиш Мастали Шах» — Дарвиш
- А. Бабаев «Сын» — Тень
- «Турецкий санджак» А. Гурбани — Армен
- Н. Хикмет «Дамоклов меч» — комиссар
- А. Алиев «Забывчивость — страшная беда» — Ведущий
- Х. Джавид «Иблис» — Эльхан

## Фильмография
1. Чародейка (фильм, 2002) (художественный фильм) (роль: курьер)
2. Момент истины (фильм, 2003) (сериал)
3. Взлётная полоса (фильм, 2005) (художественный фильм) (роль: Гурген)
4. Территория (фильм, 2005) (короткометражный художественный фильм)
5. Проверка (фильм, 2006) (сериал)
6. Мы вернемся (фильм, 2007) (художественный фильм)
7. Жизнь Джавида (фильм, 2007) (полнометражный художественный фильм) (роль: Сейид Гусейн)
8. Ночи деревни Говгалы (фильм, 2008) (художественный фильм) (роль: пациент)
9. 40-я дверь (фильм, 2008) (художественный фильм) (роль: покупательница ковров)
10. Болельщик (фильм, 2008) (художественный фильм)
11. Прокурор (2008) (художественный фильм)
12. Джавад Хан (фильм, 2009) (художественный фильм)
13. Бой без правил (фильм, 2009) (сериал) (роль: полковник Алескеров)
14. Последний дервиш (фильм, 2009) (художественный фильм) (роль: дервиш)
15. Рейс в Стамбул (фильм, 2010) (художественный фильм)
16. Актриса (фильм, 2011) (игр. фильм) (роль: криминалист)
17. Агабековы (фильм, 2012—2014)
18. Ходжа (фильм, 2012) (художественный фильм) (роль: Рахман)
19. Град (фильм, 2012) (художественный фильм) (роль: заключенный)
20. Тайна (сериал, 2012) (сериал)
21. Заключенные (2012) (сериал)
22. Не бойся, когда ты один… (сериал, 2013) (сериал) (роль: Мехбали)
23. Али и Нино (фильм, 2015) (художественный фильм) (роль: российский губернатор)